# Villers-devant-Mouzon
Villers-devant-Mouzon è un comune francese di 112 abitanti situato nel dipartimento delle Ardenne nella regione del Grand Est.

## Società

### Evoluzione demografica
Abitanti censiti